# Tarbíkomyš
Tarbíkomyš (Dipodomys) je rod hlodavců z čeledi pytloušovití (Heteromyidae). Žijí v pouštních oblastech Severní Ameriky. Zahrnuje 22 druhů.
Jde o drobné noční živočichy podobné myším, se kterými však nejsou příbuzné. Pohybují se skákáním po zadních prodloužených nohách podobně jako klokan. Staví si podzemní nory s hnízdy a zásobárnami potravy. Tu si však shánějí pouze na povrchu. Skládá se především ze semen, ovoce a dalších nadzemních částí rostlin, někdy i hmyzu.

## Výskyt
Tarbíkomyši se vyskytují v Severní Ameriky na západě a středozápadě USA a v Mexiku.
Žijí v pouštních a polopouštních oblastech.

## Vzhled
Tarbíkomyši jsou menší hlodavci s délkou těla 100–200 mm a ocasu 100–215 mm. Jsou vždy větší než příbuzné tarbíkomyšky (rod Microdipodops). Váží 35–180 g. Ocas je obvykle delší než tělo (minimálně stejně dlouhý) na konci s dlouhými chlupy. Srst je podle druhu světle žlutá až tmavě hnědá, na břiše bílá.
Zadní nohy jsou velmi dlouhé, jejich pátý prst je buď zakrnělý nebo zcela chybí. Za hlavou mezi rameny mají mazovou žlázu, která je často charakteristická a může sloužit k odlišení druhů.

## Způsob života
Tarbíkomyši žijí v pouštních a polopouštních oblastech s malým množstvím keříků nebo trávy. Pohybují se skákáním po zadních prodloužených nohách. Obvykle dávají přednost zcela otevřeným pláním, které umožňují dobrý rozhled a velmi rychlý pohyb. Jsou to primárně noční zvířata, která někdy dokonce při úplňku omezují svoji venkovní aktivitu. Na druhou stranu u tarbíkomyši dvoubarvé (Dipodomys spectabilis) bylo zjištěno, že v období velkého sucha shání potravu i ve dne.
Většinou dávají přednost lehké půdě, ve které si vyhrabávají nory. Ty se obvykle skládají z labyrintu tunelů spojujících hlavní hnízdo, zásobárny a malé únikové východy.
Populační hustota je různá: u tarbíkomyši Stephensovy (Dipodomys stephensi) bylo zjištěno 7,5 – 57,5 jedinců na hektar, u tarbíkomyši Merriamovy (Dipodomys merriami) 3,5 – 29 jedinců. Jejich teritoria se však často překrývají, takže jeden jedinec obývá v průběhu celého roku území o rozloze téměř půl hektaru (0,43 – 0,49 ha). Výjimkou je např. tarbíkomyš dvoubarvá (Dipodomys spectabilis), která obývá jen 0,05 ha, ale o toto území se s nikým nedělí a brání je.
Tarbíkomyši občas vydávají dunivé zvuky údery zadníma nohama o zem. Varují tím před útočníky (hady) a zřejmě tím i vyznačují své teritorium.

### Potrava

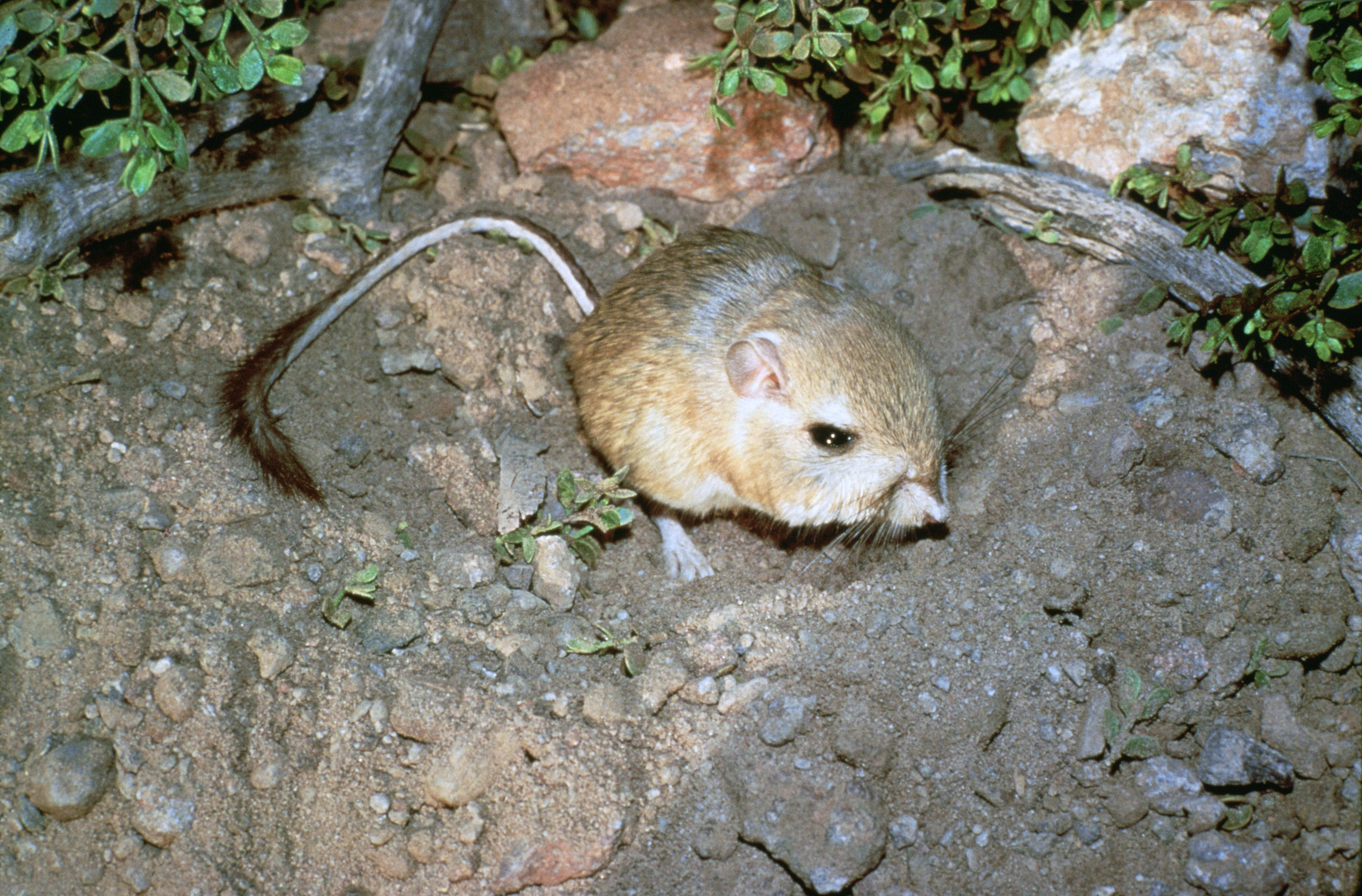
Tarbíkomyš velká (Dipodomys ingens)

Živí se především semeny, ale také ovocem, listy, poupaty a jinými nadzemními částmi rostlin. Příležitostně loví i hmyz. Potravu přenášejí v lícních torbách. Pro období sucha si většina druhů vytváří zásoby ve svých norách. U tarbíkomyši dvoubarvé (Dipodomys spectabilis) bylo nalezeno několik zásobáren o průměru až 25 cm; nastřádaná potrava vážila téměř 6 kg. Některé druhy si potravu schovávají také do děr mimo noru.
Pokud žijí blízko obilných lánů, mohou tarbíkomyši působit určité škody na úrodě, ale převážně jsou neškodné.
Tarbíkomyši pijí jen málo – většinu vody získávají ze své potravy. Díky tomu jsou perfektně přizpůsobeny životu na poušti. V nižší spotřebě vody jim pomáhají také ledviny, které jsou 4× účinnější než lidské.

## Rozmnožování
Tarbíkomyši rodí 1–6 mláďat (průměr u jednotlivých druhů bývá mezi 2,5 a 3,5). Mláďata váží 3–6 g a jsou kojena 18–29 dní. U tarbíkomyši Ordovy (Dipodomys ordii) bylo zjištěno, že mláďata zůstávají 4–5 týdnů v hnízdě, ale velmi rychle rostou. Sexuální dospělosti mohou dosáhnout už ve 2 měsících.
U druhů obývajících teplé oblasti může rozmnožování probíhat po celý rok.

## Stupeň ohrožení
Většina druhů tohoto rodu není ohrožena a v červeném seznamu druhů jsou vyhodnoceny jako málo dotčený druh. Některé tarbíkomyši jsou však zařazeny mezi ohrožené druhy:
Zranitelné druhy:
- tarbíkomyš texaská (Dipodomys elator) z Oklahomy a Texasu,[2]
- Dipodomys nitratoides z Kalifornie.[3]

Ohrožené druhy:
- tarbíkomyš velká (Dipodomys ingens) z Kalifornie,[4]
- tarbíkomyš Stephensova (Dipodomys stephensi) z Kalifornie.[5]

Kriticky ohrožené druhy:
- tarbíkomyš tlustoocasá (Dipodomys gravipes) ze severozápadní části Kalifornského poloostrova v Mexiku.[6] Druh je stále označován jako kriticky ohrožený. Dříve se vyskytoval na řídce prorostlých pláních nebo svazích s kaktusy. Od té doby byly tyto oblasti prakticky zcela přeměněny na zemědělskou půdu. V letech 1986–2017 nebyl dokonce nalezen žádný jedinec a myslelo se, že druh vyhynul.
- tarbíkomyš ostrovní (Dipodomys insularis) z ostrova San José u Kalifornského poloostrova.[7] Je známo jen několik jedinců. Odhaduje se, že na 30 km² nežije více než 100 jedinců. I přes to, že ostrov je chráněným územím, jsou hlavním nebezpečím pro tuto tarbíkomyš zdivočelé kočky a spásání místní vegetace zavlečenými kozami.
- tarbíkomyš Margaritina (Dipodomys margaritae) z ostrova Santa Margarita u Kalifornského poloostrova.[8] Druh žije jen na ploše asi 70 km² v písečných oblastech u pobřeží a v údolích ve vnitrozemí ostrova. O jeho způsobu života není mnoho známo. Je ohrožen především zdivočelými kočkami a psy.

## Chov
Tarbíkomyši jsou i vzhledem ke svému zajímavému vzhledu občas chovány v zajetí. Ohrožené druhy jsou proto zařazeny do seznamu CITES – příloha II (obchodování s nimi je omezeno).